# Gebirgs- und Winterkampfschule
Die Gebirgs- und Winterkampfschule (Geb/WiKpfS), von Juni 2015 bis April 2021 Ausbildungsstützpunkt Gebirgs- und Winterkampf (AusbStpGeb/WiKpf), ist in Mittenwald (Oberbayern) die Ausbildungseinrichtung des Heeres für die Gebirgsjägertruppe. Sie bildet darüber hinaus Soldaten der gesamten Bundeswehr für den Kampf im Gebirge, im schwierigen Gelände und unter besonderen Umweltbedingungen aus.

## Auftrag
Die Aufgaben der Gebirgs- und Winterkampfschule:
- Ausbildung und Lehre mit Durchführung von
  - Laufbahn- und Verwendungslehrgängen der Gebirgsjägertruppe und des Kommandos Spezialkräfte (dabei vorrangig der Heeresbergführerlehrgang)
  - Verwendungs- und Sonderlehrgängen für alle Bereiche der Bundeswehr und befreundeter Streitkräfte im Winterkampf und Kampf in schwierigem Gelände
- Betrieb eines Gerätelagers für gebirgseigentümliches Material
  - u. a. Leihausgaben von Material für Ausbildungszwecke

## Organisation
Die Schule wird von einem Oberstleutnant geführt. Dieser nimmt gleichzeitig die Funktion des Standortältesten für den Standort Mittenwald wahr. Die Schule untersteht der Infanterieschule und gliedert sich in:
- Geb/WiKpfS
  - Führung Geb/WiKpfS
    - Ausbildungsberatungstrupp Kampf Überleben Infanterie
    - Stabszug
    - Truppenfachlehrer

  - Bereich Versorgung
    - Gerätelager gebirgseigentümliches Gerät

  - Mountain Warfare Centre of Excellence Doctrine and Standardisation Branch
  - VIII. Inspektion
  - Unterstützungspersonal Standortältester

## Internationale Zusammenarbeit
Als Mitglied der Internationalen Vereinigung der militärischen Gebirgsschulen (IMMS) vertritt die Gebirgs- und Winterkampfschule die deutschen Interessen und nimmt Anteil am Erfahrungsaustausch mit den Gebirgstruppen von Frankreich, Österreich, Italien, Schweiz, Spanien, Slowenien, USA, Belgien und Argentinien.

## Geschichte
Die Gebirgs- und Winterkampfschule begann ab 1. September 1956 im Lager Luttensee bei Mittenwald mit der Ausbildung. Ab 1959 war die Gebirgs- und Winterkampfschule der heutigen Infanterieschule in Hammelburg als Lehrgruppe für Gebirgs- und Winterkampf unterstellt, wurde jedoch ab 1963 als Kampftruppenschule IV wieder selbstständig. Bereits 1968 wurde diese Schule erneut aufgelöst und Teile zur Aufstellung des Gebirgsausbildungszentrum der 1. Gebirgsdivision verwendet. 1970 wurde daraus das Ausbildungszentrum für Gebirgs- und Winterkampf aufgestellt, das ab 1971 zur Gebirgs- und Winterkampfschule umgegliedert wurde. 1992 verlegte die Schule in die General-Kübler-Kaserne (im November 1995 in Karwendel-Kaserne umbenannt). Seit 2000 ist die Schule dem General der Infanterie unterstellt.
Im Rahmen der Neuausrichtung der Bundeswehr wurde die Gebirgs- und Winterkampfschule im Juni 2015 aufgelöst und neu aufgestellt als Ausbildungsstützpunkt Gebirgs- und Winterkampf. Dieser wiederum erhielt im April 2021 den ursprünglichen Namen Gebirgs- und Winterkampfschule zurück.

## Verbandsabzeichen

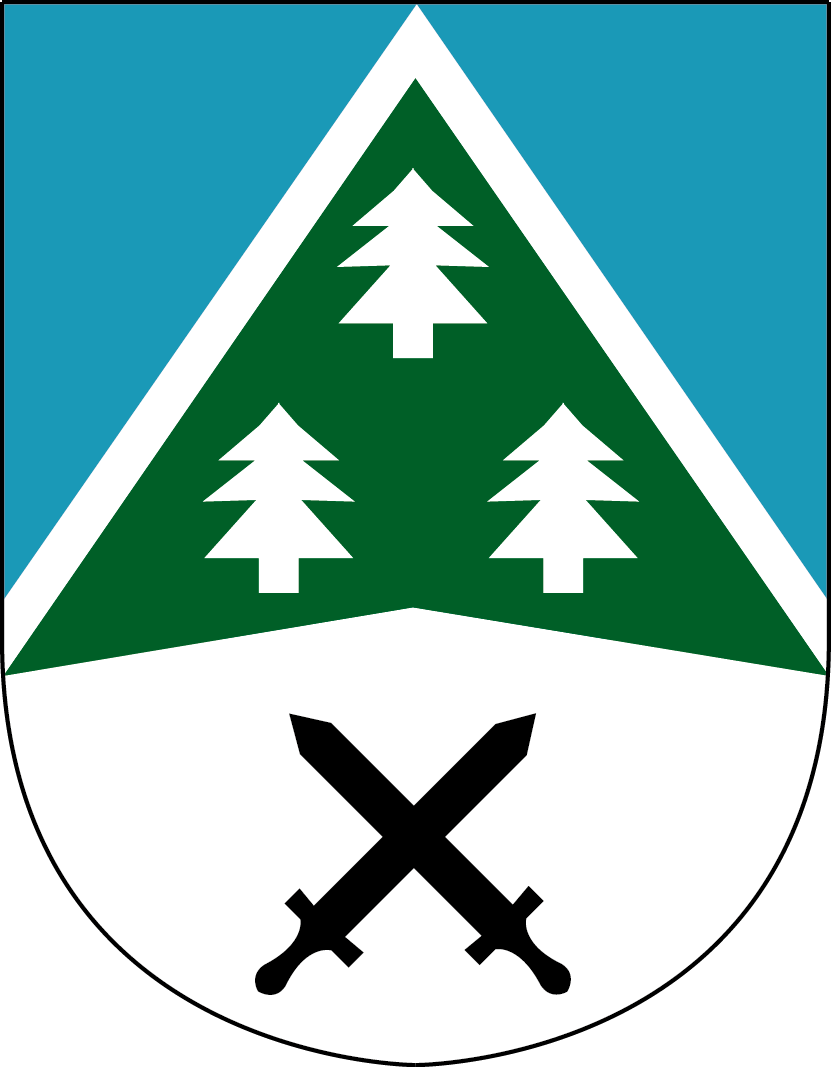
Internes Verbandsabzeichen

Das Verbandsabzeichen zeigt ähnlich wie alle Abzeichen der Truppenschulen zwei gekreuzte Schwerter auf rotem Grund. Darüber hinaus signalisierte ein „S“, dass es sich um eine der Schulen des Heeres handelt. Die grüne Umrandung entspricht der Waffenfarbe der Infanterie, zu der auch die Gebirgsjäger gezählt werden. Es entspricht dem Verbandsabzeichen des Ausbildungszentrums Infanterie.

### Internes Verbandsabzeichen
Am 8. Juli 2015 wurde aus der Gebirgs- und Winterkampfschule der neue Ausbildungsstützpunkt Gebirgs- und Winterkampf. Zur Verdeutlichung dieser veränderten Ausrichtung wurde auch ein neues internes Verbandsabzeichen eingeführt. Es stellt den Himmel über dem Gebirge in Tarnfarbe „blau“ dargestellt, schräggeteilt drei Sparren (Bergspitze, Pyramide): oben in weiß für die abgrenzende schneebedeckte Bergspitze, mittig die Farbe der Infanterie (grün), unten in weiß das schneebedeckte Vorland mit zwei gekreuzten Schwertern (der Kampf und Symbol der Infanterie), in der Pfahlstelle im Herzstück drei schneebedeckte Tannen in „weiß“ in Anlehnung an das Wappen der beheimateten Marktgemeinde Mittenwald.

## Leiter/Kommandeure
- Oberst Richard Ernst: von September 1956 bis 14. Mai 1959
- Oberst Walter Hartmann: von 15. Mai 1959 bis 23. Oktober 1962
- Oberst Hermann Haderecker: vom 24. Oktober 1962 bis 31. August 1966
- Oberst Franz Kirchhauser: von September 1966 bis September 1968
- Oberstleutnant Kurt Bussmer: von Oktober 1968 bis März 1970
- Oberstleutnant Manfred Faber: von April 1970 bis 23. September 1974
- Oberstleutnant Heinrich Bauer: vom 24. September 1974 bis 20. September 1979
- Oberstleutnant Hans-Joachim Eckardt: vom 21. September 1979 bis 12. September 1983
- Oberstleutnant Ulrich Manschke: vom 13. September 1983 bis 21. März 1990
- Oberstleutnant Johann Behringer: vom 21. März 1990 bis März 1994
- Oberstleutnant Martin Glagow: von April 1994 bis 1999
- Oberstleutnant Günter Görsch: von 1999 bis 2003
- Oberstleutnant Rainer Stähler: von 2003 bis 2006
- Oberstleutnant Jürgen Radermacher: von 2006 bis 2010
- Oberst Günter Görsch: von 2010 bis 2014
- Oberst Michael Rüdiger Warter: von 2014 bis 2016
- Oberstleutnant Andreas Bockmann: von 2016 bis 2020
- Oberstleutnant Gerrit Reichinger: von 2020 bis 2022
- Oberstleutnant Eike Gudat: ab 2022